# Веселин Петков
Веселин Петков е военен пилот първи клас, подполковник.

## Биография
Веселин Диков Петков е роден на 14 октомври 1949 г. в Ямбол.
По време на изпитателен полет от авиобазата Чешнегирово на 3 август 1994 г. подполковник Петков спира двигателя на самолета си след прегряване и двигателят отказва ново стартиране. С риск за живота си той спасява град Раковски, извеждайки авариралия МиГ-21 извън жилищните квартали, повтаряйки подвига на своя колега от 80-те години Радослав Димитров над Костинброд. След два неуспешни опита да стартира двигателя, катапултира на около 500 метра височина при голямо претоварване 18 – 20 g.
Самолетът на Петков е бил на 13 години, с 3 основни ремонта, на края на техническия си ресурс, два месеца бил престоял на земята поради липси на резервни части. Неизправност в двигателя е била причината за този инцидент.
Подполковник Петков е почетен гражданин на град Раковски от 14 март 1999 г. Пенсионира се и напуска редовете на българската армия през 2002 г.